# Bla, bla, bla
Bla, bla, bla fue un programa de televisión, emitido por Televisión española entre marzo de 1981 y octubre de 1983. Espacio presentado por el periodista Jesús María Amilibia y la locutora Marisa Abad, con dirección de José Joaquín Marroquí. La sintonía de cabecera fue compuesta por Alfonso Santisteban.

## Formato
En tono desenfadado, el programa hacía un repaso semanal de las noticias de crónica social en España. Incluía reportajes y entrevistas a personajes relevantes del mundo del espectáculo, cine, teatro, etc y la prensa rosa. Considerado el primer programa de este género en la televisión de España.